# AEC Regent五型巴士

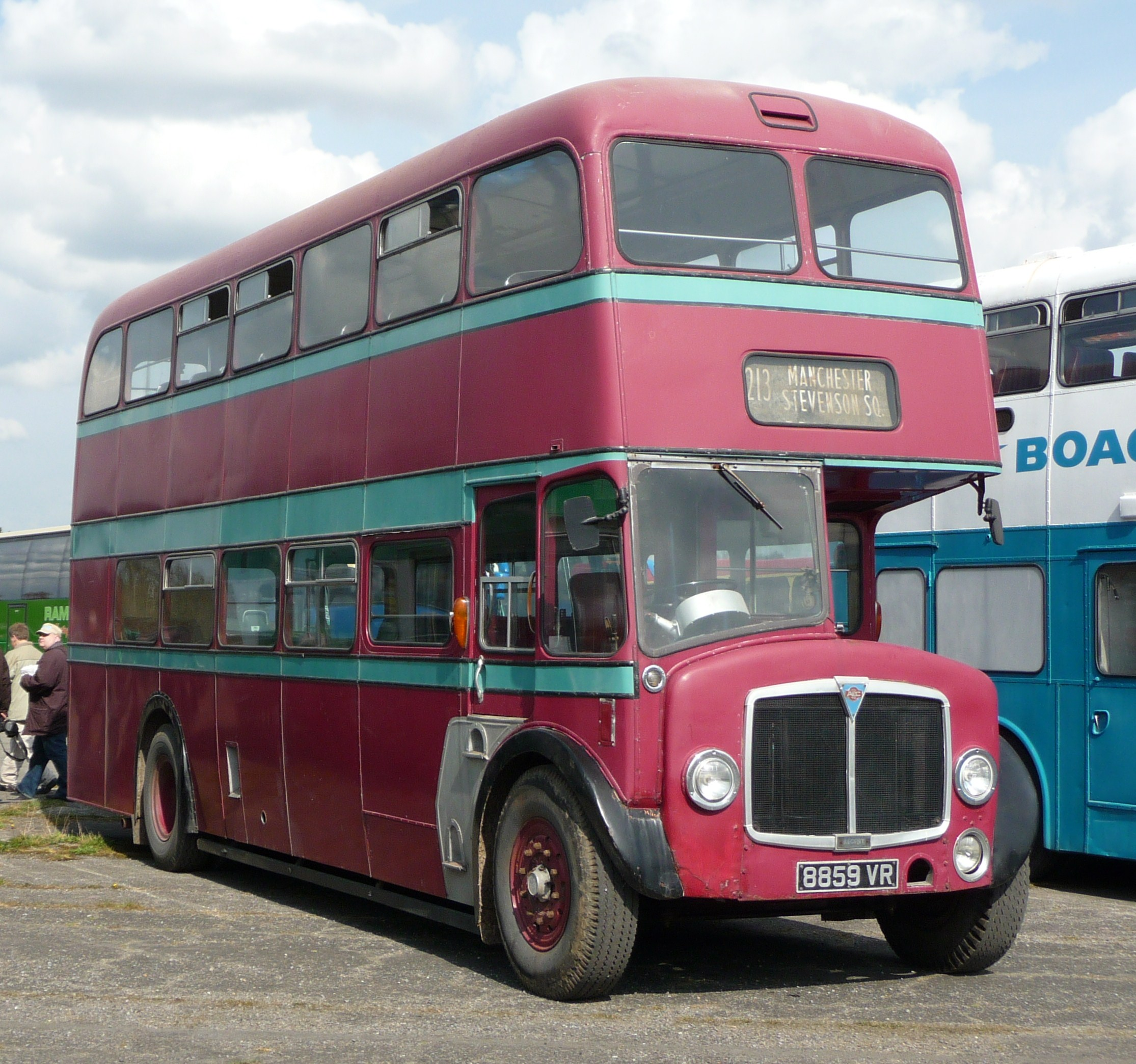
英國的標準長度的AEC Regent 5型巴士

AEC Regent五型（AEC Regent MkV）是英國AEC（Associated Equipment Company）於1954年至1969年間生產的半駕駛艙式前置引擎雙層巴士，它是AEC Regent三型的後繼產品。
Regent 5型巴士擁有標準的AEC式水箱網設計及隱藏式散熱器，可選配吉拿或AEC自家引擎；波箱方面則可選擇AEC的同步嚙合、半自動或全自動波箱。
在英國本土，AEC Regent 5型巴士普遍受到倫敦以外的巴士公司歡迎（倫敦運輸局選擇購買AEC Routemaster），而此型號底盤亦有出口至愛爾蘭、葡萄牙、一些非洲國家、亞拉伯國家及香港。當中運至香港的底盤更是長度達34呎長的版本，比英國本土標準的30呎來得更巨型。
1968年，英國政府為推行一人控制巴士，鼓勵各英國巴士公司購買適合用作一人控制的後置引擎巴士，令前置引擎的AEC Regent 5型巴士再無法接到訂單。最後一架AEC Regent 5型巴士於1969年投入服務。

## 香港的AEC Regent 五型

### 長版本

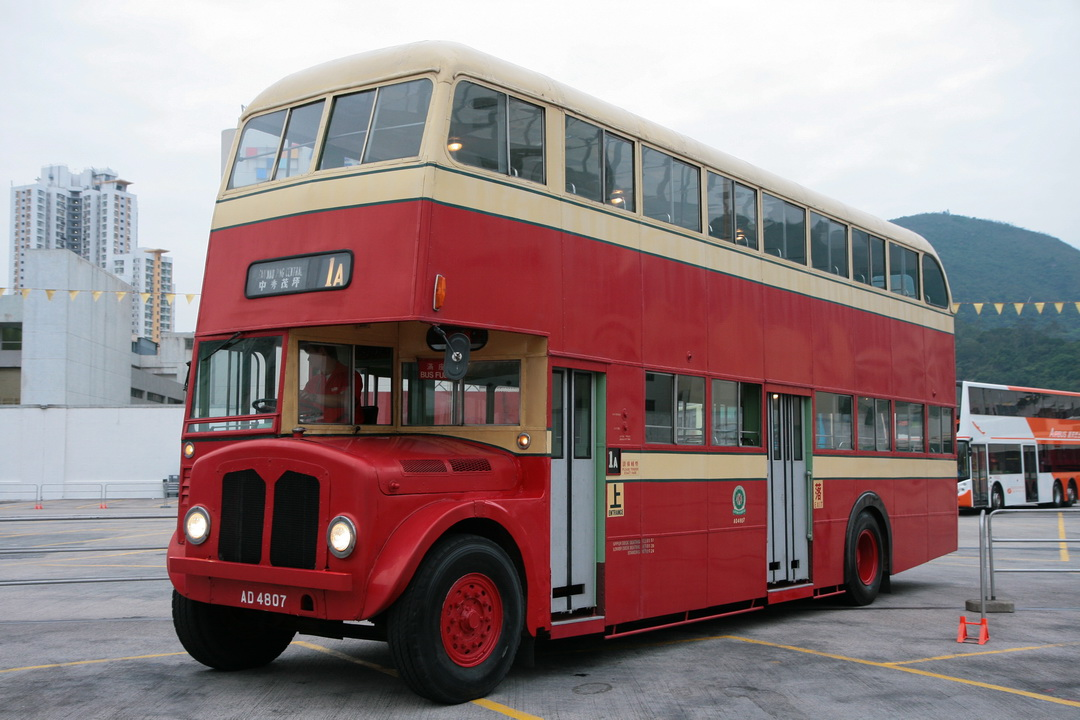
九巴於1963至1966年間引入210輛Regent五型巴士

香港於1960年代人口急速增長，多個大型屋邨落成，居民對公共交通需求亦大增。由於九龍巴士原有的巴士，最長的不過是30呎長（約9.15米）的丹拿CVG6巴士，不足以滿足需求，因此九巴希望英國的巴士生產商提供一款更長、載客量更大的巴士。
九巴將設想向長期的供應商丹拿反映，可是當時丹拿的珍寶（Fleetline）已開始量產，正忙於應付本土用家，沒有多餘的資源去開發一款不會應用於英國本土市場的前置引擎巴士，因此拒絕了九巴的要求。結果九巴改向另一間英國巴士生產商AEC購買巴士。
在1962年至1966年，九巴訂購了210輛全長34英呎的AEC Regent五型。34呎版本的AEC Regent五型是AEC專為九巴設計，由Regal單層巴士改良而成，可載客118人。34呎長的設計在當時為獨一無二，亦是九巴所有巴士中最長的，因其特大載客量，AEC Regent五型有「大水牛」之稱。AEC Regent五型原裝配備AEC AV690六汽缸引擎，功率為135匹，這是九巴車隊內的第一款AEC引擎。
車身方面，第一批共30輛「大水牛」是裝上英國鋁材公司（BACo）的車身，從第31部新巴士開始直至最後一部「大水牛」，九巴改用了Metal Sections的車身。兩者外觀分別不大，都是雙車門、尾置樓梯、半駕駛艙設計。主要不同點是Metal Sections 車身下半較彎曲，BACo車身下半部分一律直線到底。
「大水牛」的出現亦帶來了一系列的新設備。除了破紀錄的34呎長車身及118人的載客量外，巴士上配備了由AEC供應的半自動波箱，這是九巴第一款配有半自動波箱的車款。在此之前，九巴車隊內的巴士都是使用「非同步嚙合波箱」或「先選式波箱」，巴士司機在轉波時都十分花費氣力，半自動波箱出現後，駕駛巴士才變得比較輕鬆，自此之後，九巴便將半自動波箱列為一個標準，直至全自動波箱出現為止。另外，這些Regent五型巴士亦引入了由玻璃纖維製造的座椅，取代了以往的木製或藤製座椅。至於車門，亦率先改為電動閘門，取代了手動拉閘。
「大水牛」在九巴年代先後經歷過「一人售票」及「一人控制」，之前的「大水牛」巴士除了司機，另有三位售票員服務。改為一人售票時，乘客需於前門上車，後門下車，而售票員由三人減至一人，並有了自己的座位，巴士車頭亦髹上「三劃黃」以資識別，為當時九龍半島街道上的典型代表。到了由一人售票改至一人控制，九巴更需翻裝車身，例如把樓梯移前，後門移至車身中間，車箱近司機座席安裝錢箱，車頭及車尾貼上投幣標貼，乘客需於前門上車，並須自備輔幣，不設找贖。
九巴在改裝這批巴士的同時，亦曾為多部「大水牛」更換上九巴慣常使用的吉拿(Gardner)6LX引擎，並連帶把車上的AEC半自動波箱也改為「利蘭」的GB350變速箱。
「大水牛」在投入服務之初，被九巴安排行走九龍半島上高客量的路線，如1、1A、6、6B、6C、6D、6F、9、11、13等。到了八十年代中，部分晚年翻裝車身的「大水牛」被調往新界區行走一些客量不高的路線，如荃灣區36A、39A，沙田區80K、86K（來往小瀝源及火炭，經沙田站）。等。它在服役期內從未行走過海隧道線，以至新界郊區線（如元朗和上水）。
最後一輛「大水牛」在1987年從九巴車隊退役。目前九巴保留了一輛「大水牛」巴士（車牌AD4807，車隊編號A19），在大型巴士活動（例如九巴傑出車長選舉）時展出，曾經於2012年至2013年期間暫借予海洋公園，成為「香港老大街」的場景之一。另有一輛九巴「大水牛」巴士（車牌AD7156，英國車牌ABW225D，車隊編號A165）以退役時的色彩，於1987年7月11日轉售予英國牛津巴士博物館，還有一輛「大水牛」巴士（車牌AD4860，車隊編號A68）於1986年轉售予澳洲Hunter運輸博物館，其後於2001年售予Shadows Mini Bus Services。

### 二手巴士
九龍巴士於1973至1974年間從英國購入28輛全長30英呎的AEC Regent五型二手巴士，它們主要被派出行走往來新界的主要路線（如荃灣區的30號、元朗區的50號、屯門區的52號、沙田區的71號和北區的70號等）。在巴士投入服務前，九巴為這些二手巴士作出若干的改裝，包括更換推拉式車窗。到了1976年，九巴甚至把整個車身更換，連引擎也被換為Gardner的6LW/6LX。最後一輛AEC Regent五型二手巴士於1983年退役。

## 外部連結
- . 香港交通資訊網. 2012-02-15  [2012-03-29]. （原始内容存档于2012-04-02）.